# Область Хатідзьо
О́бласть Хатідзьо́ (яп. 八丈支庁, はちじょうしちょう, МФА: [hat͡ɕid͡ʑoː ɕi̥t͡ɕoː]) — область в Японії, в префектурі Токіо. Розташована на островах Ідзу.
Належить до острівних територій Токіо. Заснована 1926 року. Контролює містечко Хатідзьо на островах Хатідзьо й Хатідзьо-Малий, а також село Аоґасіма на острові Аоґасіма. Безпосередньо керує кількома безлюдними островами, що не належать жодному населеному пункту області — островами Торісіма, Сміта, скелями Байонез та Софу.